# انوکا اوکوما
انوکا اوکوما (به انگلیسی: Enuka Okuma) (زاده ۲۰ سپتامبر ۱۹۷۶) بازیگر کانادایی است.
از فیلم‌های معروف او می‌توان به بازی در مجموعه تلویزیونی پلیس‌های تازه‌کار، چگونه از مجازات قتل فرار کرد (۲ اپیزود) و ۲۴ (۴ اپیزود) اشاره کرد.